# Бомбашки напади у Карачију 2007.
Бомбашки напад напад у Карачију 18. октобра 2007. је био напад на поворку у којој се налазила бивша премијерка Пакистана Беназир Буто. Напад се догодио два месеца пошто је убијена у атентату. Резултат бомбашког напада је најмање 139 умрлих и 450 повређених.
 Највише мртвих су били чланови Пакситанске народне партије.
Након прве мање ексползије уследила је друга знатно јача, испред аутомобила Беназир Буто. Сва стакла на њеном аутомобилу су од јачине експлозије попуцала, али је премијерка остала неповређена.